# Ua Mau ke Ea o ka ʻĀina i ka Pono
Ua Mau ke Ea o ka ʻĀina i ka Pono — гавайская фраза, в 1959 году утверждённая в качестве девиза американского штата Гавайи. Как правило, на русский язык переводится как «Жизнь страны увековечивается в справедливости».

## История
Фраза впервые была произнесена 31 июля 1843 года королём Гавайев Камеамеа III на церемонии возвращения независимости его королевства от Британии.
В настоящее время фраза широко используется как представителями штата Гавайи, так и сторонниками независимости Гавайских островов.
Фраза присутствует на официальной печати Гавайев, а также на памятной монете номиналом в 25 центов, выпущенной в 2008 году.

Печать штата Гавайи
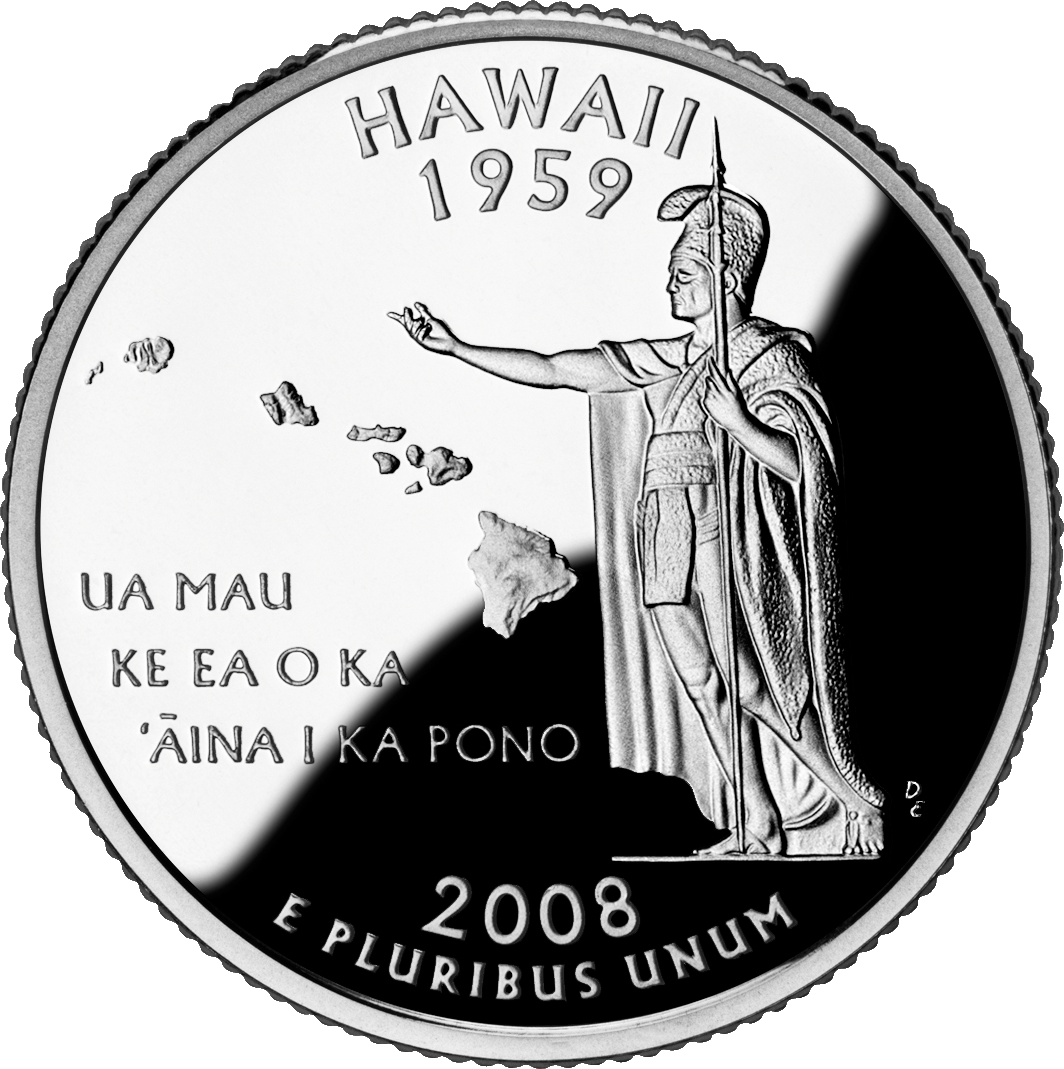
Памятный 25-центовик, посвящённый Гавайям

## Значение
Некоторые слова фразы имеют более широкий смысл, нежели переводятся. Например слово «Mau» означает не только «жизнь», но и «дыхание», а также «независимость». Слово «Pono» широко используется в гавайском языке, однако, не может быть чётко переведено; оно подразумевает собой доброту, честность, порядочность, правильность, справедливость. Существует множество споров о значении слова «Ea». Большинство склоняются к тому, что его следует переводить не как «жизнь», а как «суверенитет» в связи с тем, в какое время оно было произнесено королём Гавайев.